# In Utero (álbum)
In Utero es el tercer y último álbum de estudio de la banda estadounidense de grunge Nirvana, lanzado en septiembre de 1993 por DGC Records. Nirvana pretendía que esta grabación sonara diferente a la pulida producción de su anterior álbum, Nevermind (1991). A fin de lograr un sonido más natural y áspero, el grupo contrató al productor Steve Albini para grabar In Utero durante un periodo de dos semanas en febrero de 1993, en Pachyderm Studio. La música se grabó rápidamente con pocos trucos de estudio, y las letras de las canciones y la presentación del álbum incorporaban imágenes médicas que transmitían los puntos de vista del líder Kurt Cobain sobre su vida personal, su reciente paternidad y la nueva fama de la banda, este álbum es el último con Kurt Cobain como vocalista y guitarrista, ya que solo poco más de 6 meses después, Cobain se suicidó.
Poco después de terminar la grabación, comenzaron a circular rumores en la prensa acerca de la posibilidad de que DGC no lanzara el álbum en su estado original, ya que consideraba que el resultado no era viable comercialmente. Aunque Nirvana negó públicamente estas afirmaciones, el grupo no estaba completamente satisfecho con el sonido logrado por Albini. Este rehusó modificar aún más el álbum, por lo que al final la banda contrató a Scott Litt para hacer cambios menores en el sonido del álbum y volver a mezclar los sencillos «Heart-Shaped Box» y «All Apologies».
Si bien no tuvo el mismo nivel de ventas que Nevermind, In Utero entró, tras su lanzamiento, en el número 1 del Billboard 200 y recibió los elogios de la crítica por suponer un cambio drástico con respecto a su anterior álbum. La grabación fue certificada seis veces con disco de platino por la RIAA, al vender más de seis millones de copias en los Estados Unidos, y tuvo ventas mundiales de más de quince millones de copias.

## Antecedentes

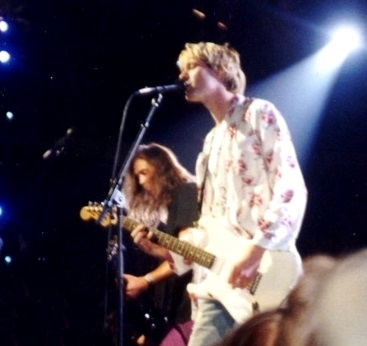
Kurt Cobain y Krist Novoselic (al fondo) presentándose en vivo en la ceremonia de los MTV Video Music Awards en septiembre de 1992. Poco después, Nirvana grabó las primeras demos que serían regrabados más tarde para In Utero

Nirvana irrumpió en la escena musical comercial con su segundo álbum de estudio —y debut en una discográfica grande— Nevermind, en 1991. Pese a las modestas estimaciones de ventas —el sello de la banda, DGC Records, calculó que se venderían unas 250 000 copias— Nevermind se convirtió en un éxito comercial sin precedentes, vendiendo millones de copias y popularizando el movimiento grunge de Seattle y el rock alternativo en general. Sin embargo, los miembros de Nirvana expresaron más tarde su descontento con el sonido del exitoso álbum, refiriéndose a su producción como demasiado pulida. A comienzos de 1992, Cobain aseguró a la revista Rolling Stone que estaba seguro de que el siguiente álbum de la banda mostraría «los dos extremos» de su sonido, revelando que «algunas canciones serán más crudas y otras serán más acarameladas. No será tan unidimensional [como Nevermind]». Cobain quería comenzar a trabajar en el nuevo álbum en el verano de 1992, pero fue imposible para sus integrantes ya que vivían en ciudades diferentes y el propio Cobain estaba esperando que su mujer, Courtney Love, diese a luz a su hija Frances Bean Cobain. DGC esperaba disponer del nuevo álbum a finales de 1992, pero el proceso aún tenía mucho camino por recorrer y el sello decidió lanzar el álbum recopilatorio Incesticide en diciembre de 1992.
En una entrevista a la revista Melody Maker publicada en julio de 1992, Cobain aseguró al periodista inglés Everett True que estaba interesado en grabar con Jack Endino —quien ya había producido el álbum debut de la banda, Bleach, en 1989— y Steve Albini —antiguo líder de la banda de noise rock Big Black y productor de varios lanzamientos indie—. Cobain dijo que elegiría, pues, el mejor material de las sesiones de grabación para incluirlo en el próximo álbum de la agrupación. En octubre de 1992, Nirvana grabó varias canciones —en su mayoría instrumentales— durante una sesión demo con Endino en Seattle y muchos de esos temas serían regrabados más tarde para In Utero. Endino recordó que la banda no le había pedido producir el próximo álbum, pero señaló que los miembros de la banda debatían constantemente sobre trabajar con Albini. Nirvana grabó otra serie de demos mientras se encontraban de gira en Brasil en enero de 1993. Una de las grabaciones de esta sesión dio como fruto la improvisada «Gallons of Rubbing Alcohol Flow Through the Strip», que fue incluida en las ediciones no estadounidenses de In Utero como pista oculta.
Nirvana finalmente escogió a Albini para la grabación de su tercer álbum. Al nuevo productor de la banda le precedía una buena reputación en la escena musical independiente estadounidense. Mientras se especulaba con que la banda eligiese a Albini para la grabación del álbum por sus credenciales underground, Cobain dijo a la revista Request en 1993 que «quería trabajar con él porque produjo dos de mis discos favoritos, Surfer Rosa [de Pixies] y Pod [de The Breeders]». Inspirado por esos álbumes, Cobain quería utilizar la técnica de Albini de capturar el ambiente natural de una habitación por el uso y colocación de varios micrófonos, algo a lo que los anteriores productores de Nirvana se habían opuesto. Meses antes la banda había dados los primeros pasos para acercarse a Albini sobre la grabación y comenzaron a circular rumores que afirmaban que el productor iba a anunciar la grabación del álbum. Albini negó aquellos rumores en la prensa musical británica desmintiendo cualquier tipo de implicación con el nuevo álbum de Nirvana, reconociendo solamente una llamada recibida de los gerentes de la banda días antes del proyecto. Aunque consideró a Nirvana como «los R.E.M. con un efecto fuzz» y «una mediocre versión del sonido de Seattle», Albini dijo al biógrafo de Nirvana Michael Azerrad que aceptó porque lo sentía por los miembros de la banda, a quienes consideraba «el mismo tipo de personas que el resto de bandas de poca monta con las que trabajo» a merced de su sello discográfico. Antes de comenzar las sesiones de grabación, la banda envió a Albini una cinta de demos que hicieron en Brasil. Albini, por su parte, le devolvió a Cobain una copia del álbum de PJ Harvey Rid of Me para darle una idea de cómo sonaba el estudio donde iban a grabar.

## Grabación
Los componentes de Nirvana y Albini decidieron fijarse dos semanas para la grabación del álbum. Reticente de posibles interferencias por parte de DGC, Albini sugirió a los miembros de la banda que pagasen las sesiones con su propio dinero y estos aceptaron. Los costes del estudio alcanzaron un montante de 24 000 dólares, mientras que Albini cobró una tarifa plana de 100 000 dólares por sus servicios. Pese a las sugerencias de la compañía de administración de Nirvana, Gold Mountain, Albini rechazó obtener un porcentaje de las ventas, pero pudo haber llegado a cobrar cerca de 500 000 dólares en concepto de derechos de autor. Aunque esta práctica es habitual entre los productores de la industria musical, Albini no quiso saber nada de ello ya que lo consideraba inmoral y «un insulto al artista».

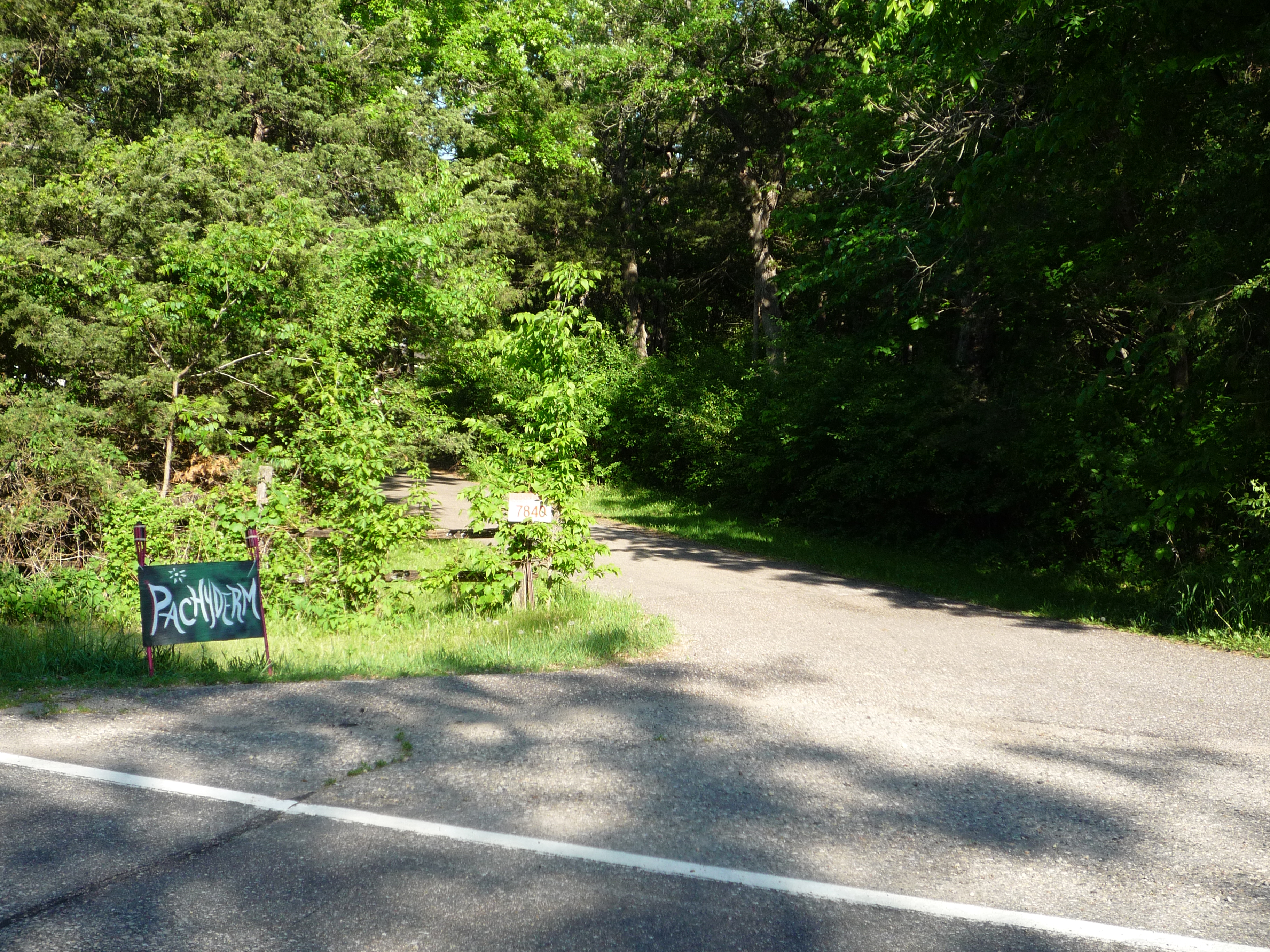
Entrada al Pachyderm Studio de Cannon Falls, Minnesota, donde la banda grabó las sesiones para In Utero

En febrero de 1993, Nirvana se trasladó al Pachyderm Studio de Cannon Falls, Minnesota, para comenzar la grabación del álbum. Albini no se reunió con los integrantes de la banda hasta el primer día de grabación, aunque había hablado con ellos previamente para conocer, de primera mano, el tipo de álbum que querían hacer. Albini observó que «querían hacer, precisamente, la clase de álbum con el que me encuentro más a gusto trabajando». Nirvana se alojó en una casa situada en el recinto del estudio durante las sesiones de grabación. Novoselic comparó las condiciones de aislamiento con un gulag y añadió que «afuera estaba todo nevado, no podíamos ir a ninguna parte. Sólo trabajar». Durante la mayor parte de las sesiones, las únicas personas presentes eran los propios miembros de Nirvana, Albini y el técnico Bob Weston. La banda de Cobain dejó muy claro a DGC y a Gold Mountain que no querían ningún tipo de intrusión durante la etapa de producción del álbum, llegando incluso a romper sus acuerdos con el sello en el caso de no respetar esa condición. Para mantener alejados a los gerentes de la banda y a los representantes del sello, Albini estableció una estricta política de ignorar a quien no fuera miembro de la banda. El productor explicó que toda la gente que rodea a la banda y que es ajena a esta eran «los mayores sacos de mierda que he conocido jamás».
Las sesiones de grabación para el álbum comenzaron lentamente pero se desarrollaron intensamente en su recta final. La banda llegó a Pachyderm Studio sin su equipo musical y tuvo que esperar los primeros tres días a que llegase por correo. Sin embargo, cuando comenzaron a grabar el 13 de febrero lo hicieron rápidamente. La mayoría de los días comenzaban a grabar al mediodía, tomándose descansos para comer y cenar, y continuaban grabando hasta pasada medianoche. Cobain, Novoselic y Grohl grabaron juntos sus bases instrumentales para las canciones. La banda utilizó esta organización en todas las canciones excepto en cortes más rápidos como «Very Ape» y «tourette's», en las que la batería fue grabada por separado en una cocina cercana por su reverberación natural. Albini rodeó la batería de Grohl con treinta micrófonos aproximadamente. Cobain añadió guitarras adicionales a la mitad de las canciones, después los solos de guitarra y, finalmente, las voces. La banda apenas hizo descartes y mantuvo prácticamente todo lo grabado en cinta. Albini sentía que era más ingeniero de sonido que productor y, pese a sus opiniones personales, dejó a la banda tomar las decisiones finales sobre las tomas buenas. Dijo que «en general, [Cobain] sabe lo que cree que es aceptable y lo que no lo es [...] Puede adoptar medidas concretas para mejorar lo que cree que no está bien». Cobain, según aseguró, grabó todas sus partes vocales en seis horas y la banda finalizó la grabación en seis días. Cobain, en un principio, tuvo ciertos desacuerdos con Albini, de quien escuchó que «supuestamente era un imbécil sexista», pero calificó el proceso como «la grabación más fácil que hemos hecho». La única polémica que ocurrió durante los días de grabación tuvo lugar una semana después de comenzar las sesiones, cuando Courtney Love se presentó en el estudio porque echaba de menos a Cobain. La banda, Love y Albini rechazaron entrar en detalles, pero la novia de Weston —que hizo de cocinera en el estudio— declaró que Love creó tensión al criticar el trabajo de Cobain y enfrentarse a todos los presentes allí.
El proceso de mezclas para el álbum se completó en el transcurso de cinco días. Esta cifra era muy corta para lo que acostumbraba Nirvana, pero no para Albini, que solía mezclar álbumes completos en un día o dos. En ocasiones, cuando el trabajo en la mezcla de una canción no daba los efectos deseados, la banda y Albini se tomaban el resto del día libre para contemplar vídeos de naturaleza o hacer bromas telefónicas para divertirse. Las sesiones finalizaron el 26 de febrero.

## Música y letras

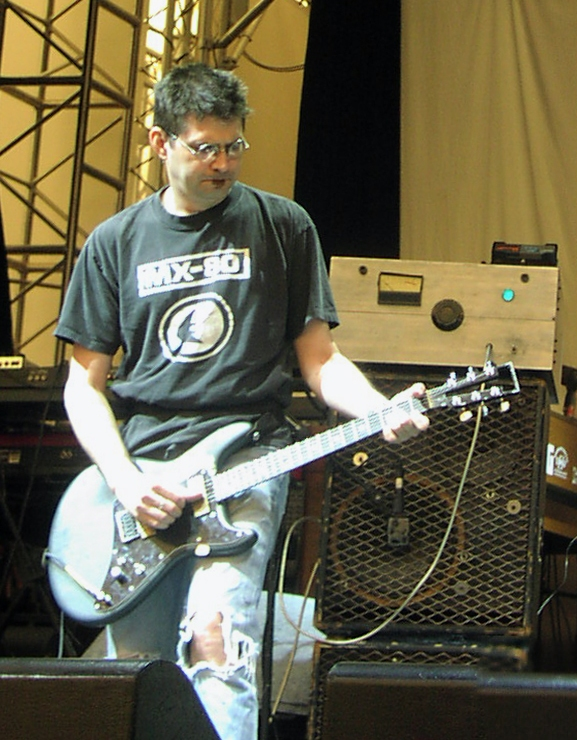
Nirvana decidió contar con Steve Albini para la producción del álbum

Albini trató de producir un álbum que en nada sonara como Nevermind. Sentía que el sonido de aquel exitoso álbum era «la clase de grabación estándar que se convierte en una muy controlada mezcla comprimida de radiofórmula [...] Eso no habla muy bien, en mi opinión, de una banda de rock». En lugar de eso, la intención era capturar un sonido más natural y visceral. Albini rehuyó usar la técnica de double tracking —técnica de grabación en la que el vocalista canta de fondo sobre su propia voz— con Cobain y optó por grabarle cantando solamente en una habitación resonante. El productor destacó la intensidad de la voz del cantante en algunas canciones, asegurando que «era una voz realmente seca y fuerte al final de “Milk It” [...] también al final de “Rape Me”, donde [Cobain] quería sonar gritando como si lo hiciera por toda la banda». Albini logró el sonido disperso de la batería en el álbum mediante la colocación de varios micrófonos alrededor de la habitación donde Grohl tocaba, aprovechando la reverberación natural de la misma. Albini explicó que «si tienes un buen baterista, lo pones al frente de una batería que suena bien acústicamente y lo grabas; entonces, habrás hecho tu trabajo».
Azerrad afirmó en su biografía de 1993, Come As You Are: The Story of Nirvana, que la música de In Utero mostraba sensibilidades divergentes de aspereza y accesibilidad que reflejaban las transformaciones experimentadas por Cobain antes de terminar el álbum. El periodista escribió: «La beatlesca “Dumb” convive felizmente con el frenético grafiti punk “Milk It”, mientras que “All Apologies” está a años luz del enfurecido “Scentless Apprentice”. Es como si [Cobain] hubiera renunciado a tratar de fusionar sus instintos punk y pop en un todo armonioso. Olvídalo. Esto es la guerra». Cobain creía, sin embargo, que In Utero no era «más duro ni más emocional» que cualquiera de los anteriores álbumes de Nirvana. Novoselic coincidió con Azerrad en que la música del álbum se había inclinado más hacia «el lado más artístico y agresivo» de la banda. El bajista dijo que «siempre hubo canciones [de Nirvana] como “About a Girl'” y otras como “Paper Cuts”... Nevermind salió más a “About a Girl” y este [In Utero] salió más a “Paper Cuts”». Cobain citó la canción «Milk It» como un ejemplo de la nueva dirección de la música de la banda, más experimental y agresiva, en la que la banda se había movido en los meses anteriores a las sesiones en el Pachyderm Studio. Novoselic vio los sencillos «Heart-Shaped Box» y «All Apologies» como «puertas» para el sonido más áspero del resto del álbum y el periodista Jim DeRogatis aseguró que una vez que los oyentes escuchen el álbum podrán descubrir «este agresivo y salvaje sonido, un disco verdaderamente alternativo».
Varias de las canciones de In Utero habían sido escritas años antes. Algunas se remontaban a 1990. Con canciones como «Frances Farmer Will Have Her Revenge on Seattle», Cobain favoreció el uso de títulos más extensos en contraste con las bandas de rock alternativo coetáneas que utilizaban títulos más sencillos para las canciones. Cobain continuó trabajando en las letras mientras grababan en Pachyderm Studio. No obstante, el líder de Nirvana aseveró en Spin en 1993 que a diferencia de Bleach y Nevermind, las letras eran «más concretas, están casi compuestas sobre la temática». Michael Azerrad aseguró que las letras de In Utero eran menos impresionistas y más francas que en anteriores canciones de Nirvana. El periodista apuntó, también, que «prácticamente cada canción contiene alguna mención a enfermedades». Cobain se inspiró en los libros que había leído para algunas de las canciones del álbum. «Frances Farmer Will Have Her Revenge on Seattle» provino de Shadowland, una biografía de la actriz Frances Farmer de 1978, de la que Cobain quedó fascinado tras leerlo en el instituto. La canción «Scentless Apprentice» fue escrita en referencia a El perfume, una novela histórica de terror que trata de un aprendiz de perfumista que nació sin ningún tipo de olor corporal pero que desarrolló un sorprendente sentido del olfato e intentó crear el «perfume definitivo» asesinando a una mujer virgen y tomando su perfume.
Cobain declaró en una entrevista concedida a The Observer en 1993 que «en su mayor parte [de In Utero], es muy impersonal». El compositor y cantante afirmó también, en una entrevista a la revista Q, ese año que la abundancia de menciones de niños y nacimientos en el álbum, a la vez que su recién estrenada paternidad, eran simples coincidencias. Sin embargo, Azerrad explicó que gran parte del álbum contiene temáticas personales, observando que Grohl tenía una impresión similar. El baterista dijo que «mucho de lo que tiene que decir está relacionado con toda la mierda por la que ha pasado. Y ya no hay más angustia adolescente. Es algo diferente: es la angustia de la estrella del rock». Cobain restó importancia a los acontecimientos recientes —«No he tenido una vida tan excitante en realidad»— y dijo a Azerrad que no quería escribir una canción que expresara explícitamente su ira contra los medios, pero el escritor consideró que «Rape Me» parecía conseguir precisamente eso. Pero Cobain dijo que la canción la compuso bastante antes de que sus problemas de adicción con las drogas se hicieran públicos, por lo que estuvo de acuerdo en que la canción pudiera ser interpretada desde ese punto de vista. «Serve the Servants» contiene comentarios acerca de la vida de Cobain, tanto como de su infancia como de su etapa adulta. Las primeras líneas de la canción «Teenage angst has paid off well/Now I'm bored and old» era una referencia al estado mental de Cobain justo en el auge de Nirvana. El cantante desplazó el interés de los medios de comunicación con el hecho del divorcio de sus padres que aparece en el estribillo «That legendary divorce is such a bore» y pasa a dirigirse a su padre con «I tried hard to have a father/But instead I had a dad/I just want you to know that I don't hate you anymore/There is nothing I could say that I haven't thought before». Cobain dijo que quería que su padre supiera que no le odiaba, solamente que no quería hablar con él.

## Diseño y título
En un principio Cobain quería titular el álbum I Hate Myself and I Want to Die, frase que había aparecido en su diario a mediados de 1992. En ese momento, el cantante usaba la frase como reacción a quien le preguntaba cómo estaba. Cobain enfocó el título del álbum como una broma, declarando que estaba «cansado de tomarse tan en serio la banda y que todo el mundo lo tomara tan en serio». Novoselic convenció a su compañero para cambiar el título debido a que temía que la broma se pudiera malinterpretar. La banda lo consideró empleando Verse Chorus Verse —título tomado de su canción «Verse Chorus Verse», y un anterior título de «Sappy»— antes de quedarse finalmente con el de In Utero. El título final lo tomaron de un poema escrito por Courtney Love.
La dirección artística de In Utero corrió a cargo de Robert Fisher, quien había diseñado todos los lanzamientos de Nirvana en DGC. La mayoría de las ideas para el diseño del álbum y los sencillos derivados procedieron de Cobain. Fisher reiteró que «[Cobain] sólo me daría unas pautas sueltas y conclusiones y diría “Haz algo con ello”». La portada del álbum es una imagen de un maniquí anatómico transparente con alas de ángel superpuestas. Cobain creó el collage de la contraportada, que describió como «Sexo y mujer e In Utero y vaginas y nacimiento y muerte», que consiste en modelos de fetos y partes del cuerpo sobre una cama de orquídeas y lirios. El collage había sido colocado sobre el suelo de la habitación de Cobain y fue fotografiado por Charles Peterson tras una inesperada llamada del cantante. El listado de canciones y los símbolos re-ilustrados de The Woman's Dictionary of Symbols and Sacred Objects de Barbara G. Walker fueron colocados en los bordes del collage.

## Controversia de la producción y remezcla
Después de que finalizaran las sesiones de grabación, Nirvana envió cintas sin masterizar del álbum a varias personas, incluyendo el presidente de Geffen Records Ed Rosenblatt y la compañía de administración de la banda, Gold Mountain. Cuando se le preguntó por sus reacciones, Cobain dijo a Michael Azerrad que «a los adultos no les gusta». Al cantante le dijeron que su composición «estaba bajo par», el sonido era «insoportable» y que había incertidumbre por la posibilidad de que las emisoras comerciales no acogieran el sonido de la producción de Albini. Había un pequeño grupo en Geffen o Gold Mountain que había querido que la banda grabase con Albini y Cobain sintió que estaba recibiendo un mensaje no declarado para detener las sesiones de grabación y empezar otra vez. Cobain estaba molesto y dijo a Azerrad: «Debería volver a grabar este disco y hacer lo mismo que hicimos el año pasado porque lo vendimos todo, no hay razón para intentar redimirnos como artistas en este momento. No puedo evitarlo, estoy sacando un disco que me gustaría escuchar en casa». Sin embargo, a varios amigos de la banda sí les gustó el álbum y en abril de 1993 Nirvana tenía la intención de lanzar In Utero tal como estaba. Según Cobain «por supuesto que querían otro Nevermind, pero preferiría estar muerto antes que hacerlo otra vez. Este es exactamente el tipo de disco que compraría si fuese un seguidor, disfrutaría teniéndolo».
Los miembros de la banda comenzaron a dudar sobre el sonido del disco. Durante esos momentos Cobain admitió que «la primera vez que lo escuché en casa supe que algo estaba mal. La primera semana no tuve ningún interés en escucharlo, y eso no suele ocurrir. [El disco] no me producía ninguna emoción, estaba entumecido». El grupo concluyó que el bajo y las letras no se escuchaban bien y consultaron con Albini para remezclar el álbum. Sin embargo el productor se negó. Como él mismo reiteró, «[Cobain] quería hacer un disco que pudiera tirar sobre la mesa y decir, “Escucha, sé que esto es bueno y sé que tus preocupaciones sobre ello no tienen sentido, así que a por ello”. Y no creo que haya sentido eso todavía [...] Mi problema era que temía una pendiente resbaladiza». La banda trató de arreglar aquello que le preocupaba con respecto al disco durante el proceso de masterización con Bob Ludwig en su estudio de Portland, Maine. Novoselic quedó satisfecho con los resultados, pero Cobain no estaba convencido de que el sonido fuera todavía perfecto.
Poco después, en abril de 1993 Albini comentó en Chicago Tribune que dudaba que Geffen lanzase el álbum terminado. Albini indicó años más tarde que en cierto modo, sentía que habló sobre la situación «desde una posición de ignorancia, porque no estuve ahí cuando la banda tuvo su debate con el sello discográfico. Todo lo que sé es [...] que hicimos el disco, todo el mundo estaba contento con ello. Unas pocas semanas después escuché que no se podía lanzar y que se tenía que volver a hacer de nuevo». A pesar de que las afirmaciones de Albini en el artículo no recibieron una respuesta inmediata del grupo o su sello, Newsweek publicó un artículo similar poco después de sí las recibió. Nirvana negó que tuviera presión ninguna de su sello por cambiar el sonido del álbum, enviando una carta a Newsweek que decía que el autor del artículo «ridiculizó nuestra relación con nuestro sello basándose en una información totalmente errónea». La banda imprimió la carta en un anuncio a toda página en Billboard. Rosenblatt insistió en una nota de prensa que Geffen hubiera lanzado todo lo que la banda mandase, e, incluso, el fundador del sello, David Geffen, llamó personalmente a Newsweek para quejarse del artículo.
Nirvana quiso trabajar más a fondo en las canciones grabadas, por lo que consideró trabajar con el productor Scott Litt y remezclar algunas canciones con Andy Wallace —que ya había mezclado Nevermind—. Albini discrepó vehementemente afirmando que tenía un acuerdo con la banda para no modificar las canciones sin su participación, y negándose, en principio, a entregar las cintas maestras a Gold Mountain, cedió tras una llamada de Novoselic. La banda decidió no trabajar con Wallace y eligió remezclar y aumentar las canciones «Heart-Shaped Box» y «All Apologies» con Litt en el Bad Animals Studio de Seattle en mayo de 1993. Una canción, «I Hate Myself and Want to Die», fue suprimida del listado de canciones definitivo ya que Cobain sintió que había demasiadas canciones «ruidosas» en el álbum. El resto del material quedó inalterado excepto por la remasterización que agudizó el bajo e incrementó el volumen de las voces en, aproximadamente, tres decibelios. Albini se mostró crítico con la mezcla final del álbum y dijo: «El resultado final, el disco en las tiendas no suena todo lo que quise que el disco fuera. Aunque son ellos cantando y tocando sus canciones, la calidad musical final se hace patente».

## Lanzamiento y recepción
DGC optó por una modesta promoción de In Utero. El responsable de marketing de la compañía dijo a Billboard antes del lanzamiento del álbum que el sello estaba realizando una estrategia promocional similar a la que tuvo Nevermind, y explicó que la discográfica «lo lanzaría y se quitaría de en medio». El sello dirigió la promoción a mercados alternativos y prensa, y lanzó el álbum en formato vinilo como parte de esa estrategia. A diferencia del anterior álbum, DGC no lanzó comercialmente ningún sencillo de In Utero en Estados Unidos. La discográfica envió copias promocionales del primer sencillo del álbum, «Heart-Shaped Box», a emisoras de radio universitarias, de rock moderno y album-oriented rock a comienzos de septiembre, pero decidió no fijarse como objetivo entrar en las emisoras del Top 40. Pese a la promoción del álbum, la banda estaba convencida de que In Utero no lograría repetir el éxito de Nevermind. Cobain aseguró a Jim DeRogatis que «estamos seguros que no venderemos tanto, pero estamos muy a gusto con eso porque nos encanta este disco».

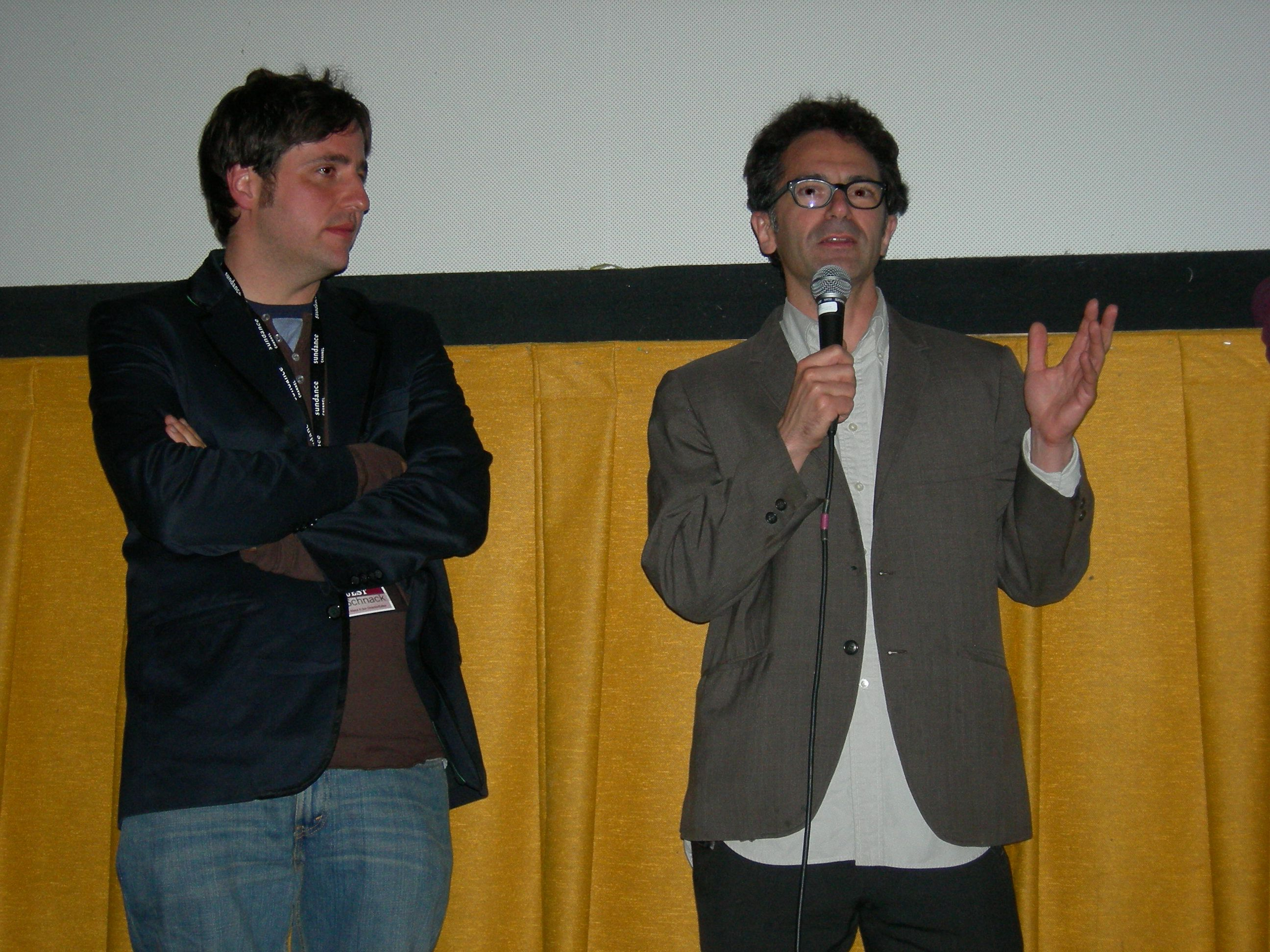
AJ Schnack (izquierda), director del documental de 2006 Kurt Cobain: About a Son, y el periodista Michael Azerrad (derecha). Azerrad fue una de las personas más cercanas a Kurt Cobain en la carrera musical de Nirvana y durante el proceso de grabación de In Utero

In Utero fue lanzado el 13 de septiembre de 1993 en el Reino Unido y un día después en los Estados Unidos. En principio el álbum estuvo disponible sólo en formato vinilo y casete, y el vinilo de la edición estadounidense se limitó a 25 000 copias. Aunque el álbum fue lanzado en disco compacto en el Reino Unido el 14 de septiembre, la edición internacional no apareció hasta el 21 de septiembre. In Utero debutó en el número uno de la lista de álbumes del Billboard 200, tras vender 180 000 copias en su primera semana en el mercado. Mientras tanto, cadenas de tiendas minoristas como Wal-Mart y Kmart rehusaron vender el álbum. Según The New York Times, Wal-Mart aseguró que no comercializaron el álbum por la falta de demanda del público, mientras que los representantes de Kmart explicaron que el álbum «no encajaba en nuestra línea de productos». En realidad, ambos establecimientos temían que los clientes se pudieran sentir ofendidos por el diseño de la contraportada. DGC lanzó una nueva versión del álbum rediseñada y en marzo de 1994 ya estaba en las tiendas. Esta versión incluía un diseño editado y «Rape Me» apareció como «Waif Me». Un portavoz de Nirvana comunicó que la banda decidió editar la contraportada porque, cuando eran niños, Cobain y Novoselic solamente podían comprar música en estas cadenas de establecimientos, por lo que «realmente querían que su música estuviera disponible para los niños que no tienen la oportunidad de ir a las tiendas locales».
In Utero recibió el reconocimiento de la crítica. Christopher John Farley, de Time, declaró en su revisión del álbum que «pese al miedo de algunos seguidores de la música alternativa, Nirvana no se han vuelto mainstream, aunque este potente nuevo álbum puede forzar al mainstream a ir a Nirvana». El crítico de Rolling Stone, David Fricke, escribió que «In Utero es un montón de cosas — brillante, corrosivo, enfurecido y pensativo, la mayoría de ello a la vez. Pero, más que nada, es un triunfo de la voluntad». El crítico de Entertainment Weekly, David Browne, comentó que «Kurt Cobain lo odia todo», y apuntó que el disco está impregnado de sentimiento. Según Browne «la música es a veces hipnotizante, “rock & roll” catártico, pero es “rock & roll” sin lanzamiento porque la banda es recelosa de los clichés del rock de la vieja escuela que un lanzamiento así evocaría». NME otorgó un ocho sobre diez al álbum. Sin embargo, el crítico John Mulvey tenía dudas acerca del álbum y concluyó asegurando que «como documento de una mente en proceso de cambio — difuminado, insatisfecho, incapaz de ponerse de acuerdo con la cordura — Kurt [Cobain] debe de estar orgulloso del álbum. Como continuación de uno de los mejores discos de los últimos diez años no está a punto». Ben Thompson, de The Independent, observó que, a pesar de la gran cantidad de canciones ásperas en el álbum «In Utero está mucho más cerca de ser bello que feo» y añadió que «Nirvana ha dejado, sabiamente, de hacer esa inaudible pesadilla punk rock con que nos acostumbraba». Los críticos situaron a In Utero como uno de los mejores lanzamientos del año. Se situó en la primera y segunda posición de las categorías de álbumes tras las encuestas a final de año de Rolling Stone y Pazz & Jop de Village Voice, respectivamente. Además, The New York Times lo incluyó en su lista de los diez mejores álbumes del año. El álbum fue nominado a la categoría de Mejor álbum de música alternativa en los Premios Grammy de 1994, perdiendo ante el álbum Zooropa de U2.
En octubre de ese mismo año, Nirvana se embarcó en su primera gira estadounidense en dos años para promocionar el álbum. En diciembre lanzaron en el Reino Unido un segundo sencillo que consistía en un split de «All Apologies» y «Rape Me». La banda inició una manga de la gira de seis semanas en Europa en febrero de 1994, pero fue cancelada tras sufrir Cobain una sobredosis en Roma, el 6 de marzo. Cobain aceptó entrar en un programa de desintoxicación, pero el cantante desapareció poco después y fue hallado muerto en su casa de Seattle el 8 de abril tras suicidarse de un disparo. El lanzamiento del tercer sencillo previsto de In Utero, «Pennyroyal Tea», se canceló tras la muerte de Cobain y Nirvana se disolvió —aunque se llegaron a lanzar algunas copias promocionales en el Reino Unido—. Al no haber sido lanzado oficialmente, no formó parte de la caja recopilatoria Singles, lanzado en 1995. Tres días después de la muerte de Cobain, In Utero pasó del puesto 72 al 27 de las listas del Billboard.
In Utero fue un álbum bastante exitoso, si bien no llegó a las cotas de Nevermind. Al producirse el suicidio de Cobain, siete meses después de su lanzamiento, In Utero había vendido cerca de dos millones de álbumes en Estados Unidos. Durante las dos semanas posteriores a la muerte del cantante se vendieron 580 000 copias del álbum. El último álbum de estudio de Nirvana recibió cinco discos de platino de la Recording Industry Association of America gracias a los 5 millones de unidades vendidas hasta octubre de 1996.
En los años siguientes, In Utero continuó cosechando éxitos comerciales y críticos. En 2003 en un artículo de Guitar World que celebraba el décimo aniversario del lanzamiento del álbum, el biógrafo de Cobain, Charles R. Cross, explicó que In Utero fue «bastante mejor disco [que Nevermind] y que en diez años parece ser un influyente esparcidor de semillas, a juzgar por las bandas actuales. Si es posible para un álbum que vendió cuatro millones de copias que pasara desapercibido, o subestimado, entonces In Utero es esa perla perdida». Ese mismo año, Pitchfork Media situó In Utero en el puesto 13 de su lista de los 100 mejores álbumes de los años noventa, mientras que Rolling Stone lo colocó en la 439.ª posición de su lista Los 500 mejores álbumes de toda la historia. En 2004, Blender lo situó en el número 94 de sus 100 mejores álbumes estadounidenses de la historia, mientras que en 2005, Spin incluyó In Utero en el puesto 51 de sus 100 mejores álbumes de 1985-2005.

## Lista de canciones
Todas las canciones escritas y compuestas por Kurt Cobain, excepto donde se indique. 
| N.º | Título                                                       | Duración |  |
| 1.  | «Serve the Servants»                                         | 3:36     |  |
| 2.  | «Scentless Apprentice» (Cobain, Dave Grohl, Krist Novoselic) | 3:48     |  |
| 3.  | «Heart-Shaped Box»                                           | 4:41     |  |
| 4.  | «Rape Me»                                                    | 2:50     |  |
| 5.  | «Frances Farmer Will Have Her Revenge on Seattle»            | 4:09     |  |
| 6.  | «Dumb»                                                       | 2:32     |  |
| 7.  | «Very Ape»                                                   | 1:56     |  |
| 8.  | «Milk It»                                                    | 3:55     |  |
| 9.  | «Pennyroyal Tea»                                             | 3:37     |  |
| 10. | «Radio Friendly Unit Shifter»                                | 4:51     |  |
| 11. | «tourette's»                                                 | 1:35     |  |
| 12. | «All Apologies»                                              | 3:51     |  |

| Pista extra en ediciones fuera de EE. UU. |                                                                                |          |  |
| N.º                                       | Título                                                                         | Duración |  |
| 13.                                       | «Gallons of Rubbing Alcohol Flow Through the Strip» (Cobain, Grohl, Novoselic) | 7:34     |  |

### Edición del 20 aniversario
Para conmemorar el vigésimo aniversario del álbum, DGC Récords reeditó el álbum en formato expandido el 24 de septiembre de 2013. Cuenta con dos versiones remasterizadas y remezcladas del disco original, pistas adicionales que incluyen demos, el concierto Live & Loud que la banda brindó en diciembre de 1993 y las caras B originales del álbum. Uno de los sets contiene tres CD y un DVD —con el concierto del Live & Loud— y tres discos de vinilo que pueden ser reproducidos a 45 RPM. Para promocionar el álbum, se ofrecieron tatuajes gratis del logo de Nirvana.

## Posicionamiento en las listas
| Lista (1993)                         | Posición máxima |
| ------------------------------------ | --------------- |
| Australian Albums Chart              | 2               |
| Lista de Álbumes de Austria          | 8               |
| Canadian RPM 100 Albums              | 3               |
| Lista de Álbumes de Alemania         | 14              |
| Lista de Álbumes de Hungría          | 40              |
| Lista de Álbumes de los Países Bajos | 4               |
| Lista de Álbumes de Nueva Zelanda    | 3               |
| Lista de Álbumes de Noruega          | 7               |
| Lista de Álbumes de Suecia           | 1               |
| Lista de Álbumes de Suiza            | 16              |
| UK Albums Chart                      | 1               |
| US Billboard 200                     | 1               |
| Lista (1995)                         | Posición máxima |
| Lista de Álbumes de Bélgica          | 47              |

## Personal
- Kurt Cobain – guitarra, cantante, dirección artística, diseño, fotografía
- Krist Novoselic – bajo, coros
- Dave Grohl – batería, coros

Invitados
- Kera Schaley – violonchelo en «All Apologies» y «Dumb»

Producción
- Steve Albini – productor, ingeniería de sonido
- Adam Kasper – segundo ingeniero
- Bob Weston – técnico
- Scott Litt – mezclas
- Bob Ludwig – masterización
- Robert Fisher – dirección artística, diseño, fotografía
- Karen Mason – fotografía
- Charles Peterson – fotografía
- Michael Lavine – fotografía
- Neil Wallace – fotografía
- Alex Grey – ilustraciones